# Infosys-Preis
Der Infosys-Preis (engl. Infosys Prize) ist ein jährlich von Infosys Technologies vergebener Wissenschaftspreis. Er wird in den folgenden sechs Kategorien an Inder oder Personen mit indischer Abstammung vergeben: Informatik und Ingenieurwesen, Geisteswissenschaften, Biologie (Life Sciences), Mathematik, Physik und Sozial- und Wirtschaftswissenschaften. Er wurde zuerst 2008 in Mathematik vergeben, weitere Kategorien kamen später hinzu. Er ist mit 100.000 Dollar dotiert bzw. dessen Äquivalent in Rupien und mit einer Goldmedaille verbunden.

## Preisträger Mathematik
- 2008 Manindra Agrawal
- 2009 Ashoke Sen
- 2010 Chandrasekhar Khare
- 2011 Kannan Soundararajan
- 2012 Manjul Bhargava
- 2013 Rahul Pandharipande
- 2014 Madhu Sudan
- 2015 Mahan Mj
- 2016 Akshay Venkatesh
- 2017 Ritabrata Munshi
- 2018 Nalini Anantharaman
- 2019 Siddhartha Mishra
- 2020 Sourav Chatterjee
- 2021 Neeraj Kayal
- 2022 Mahesh Kakde
- 2023 Bhargav Bhatt
- 2024 Neena Gupta

## Preisträger Physik
- 2009 Thanu Padmanabhan
- 2010 Sandip Trivedi
- 2011 Sriram Ramaswamy
- 2012 Ayyappanpillai Ajayagosh
- 2013 Shiraz Minwalla
- 2014 Srivari Chandrasekhar
- 2015 G. Ravindra Kumar
- 2016 Anil Bhardwaj
- 2017 Yamuna Krishnan
- 2018 S. K. Satheesh
- 2019 Govindasamy Mugesh
- 2020 Arindam Ghosh
- 2021 Bedangadas Mohanty
- 2022 Nissim Kanekar
- 2023 Mukund Thattai
- 2024 Vedika Khemani

## Preisträger Ingenieurwesen und Informatik
- 2010 Ashutosh Sharma
- 2011 Kalyanmoy Deb
- 2012 Ashish Kishore Lele
- 2013 V. Ramgopal Rao
- 2014 Jayant Haritsa
- 2015 Umesh Waghmare
- 2016 Viswanathan Kumaran
- 2017 Sanghamitra Bandyopadhyay
- 2018 Navakanta Bhat
- 2019 Sunita Sarawagi
- 2020 Hari Balakrishnan
- 2021 Chandrasekhar Nair
- 2022 Suman Chakraborty
- 2023 Sachchida Nand Tripathi
- 2024 Shyam Gollakota

## Preisträger Geisteswissenschaften
- 2012 Sanjay Subrahmanyam, Historiker, Amit Chaudhuri, Literaturkritik
- 2013 Nayanjot Lahiri, Archäologin, Ayesha Kidwai, Linguistin
- 2014 Shamnad Basheer, Rechtswissenschaften
- 2015 Jonardon Ganeri, Philosophie
- 2016 Sunil Amrith, Historiker
- 2017 Ananya Jahanara Kabir, Ethnographie
- 2018 Kavita Singh, Kunstgeschichte
- 2019 Manu Devadevan, Historiker
- 2020 Prachi Deshpande, Historikerin
- 2021 Pratiksha Baxi, Juristin
- 2022 Sudhir Krishnaswamy, Rechtswissenschaften
- 2023 Jahnavi Phalkey
- 2024 Mahmood Kooria

## Preisträger Sozial- und Wirtschaftswissenschaften
- 2009 Abhijit Banerjee, Upinder Singh
- 2010 Nandini Sundar, Amita Baviskar
- 2011 Raghuram Govind Rajan, Pratap Bhanu Mehta
- 2012 Arunava Sen
- 2013 Aninhalli R. Vasavi
- 2014 Esther Duflo
- 2015 Srinath Raghavan
- 2016 Kaivan Munshi
- 2017 Lawrence Liang
- 2018 Sendhil Mullainathan
- 2019 Anand Pandian
- 2020 Raj Chetty
- 2021 Ângela Barreto Xavier
- 2022 Rohini Pande
- 2023 Karuna Mantena
- 2024 Arun G. Chandrasekhar

## Preisträger Biologie, Lebenswissenschaften
- 2009 K. VijayRaghavan
- 2010 Chetan E. Chitnis
- 2011 Imran Siddiqi
- 2012 Satyajit Mayor
- 2013 Rajesh Sudhir Gokhale
- 2014 Subha Tole
- 2015 Amit Sharma
- 2016 Gagandeep Kang
- 2017 Upinder Singh Bhalla
- 2018 Roop Mallik
- 2019 Manjula Reddy
- 2020 Rajan Sankaranarayanan
- 2021 Mahesh Sankaran
- 2022 Vidita Vaidya
- 2023 Arun Kumar Shukla
- 2024 Siddhesh Kamat